# Friedrich Reinhold Kreutzwald

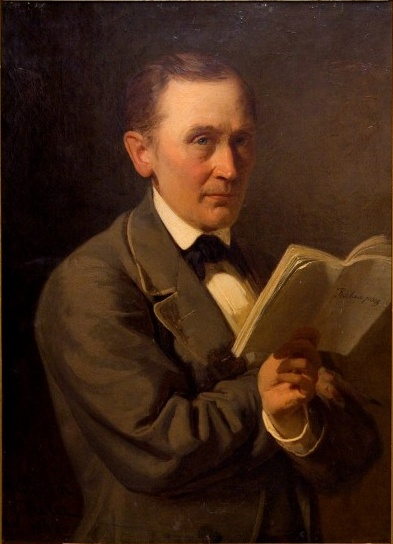
Friedrich Reinhold Kreutzwald.

Friedrich Reinhold Kreutzwald, född den 26 december 1803 (14 december gamla stilen) i Jõepere, Lääne-Virumaa, död den 25 augusti 1882 (13 augusti gamla stilen) i Tartu, var en estnisk folklorist, skald och stadsläkare i Võru.

## Biografi
Redan som student började han uppteckna estniska visor och andra traditioner. På 1830–1850-talen publicerade han uppsatser rörande esternas historia och traditioner och fick efter Friedrich Robert Faehlmanns död av Estnische Gelehrte Gesellschaft ("Õpetatud Eesti Selts"') i uppdrag att samla och offentliggöra traditionerna om Kalevipoeg. 
Kreutzwalds verk utkom i sällskapets förhandlingar 1857–1861 (med parallella texter på estniska och tyska, översättning av Ernst Reinthal). Han följde Elias Lönnrots föredöme vid sammanställningen av Kalevala så till vida att han av de spridda fragmenten försökte åstadkomma en helhet, varvid han i versform återgav även sådana traditioner som förelåg endast i prosaiska sägner. 
För vetenskapen är arbetet sålunda mindre användbart (så mycket mindre som han brände upp sina handskrifter); men Kreutzwalds "Kalevipoeg" har för esterna haft en stor nationell betydelse. 
Kreutzwald utgav dessutom en samling estniska folksagor och sägner, "Eesti rahwa ennemuistesed juttud" (1866; tysk översättning av Friedrich Ferdinand Löwe 1869 och 1881) samt tidigare jämte Alexander Heinrich Neus Mythische und magische Heder der Ehsten (1854).
Andra hälften av 1800-talet var den tid då det nationella estniska skriftspråket tog form. Tack vare Kreutzwalds ansträngningar genomdrevs ett nytt rättstavningssystem, som hade rekommenderats av Eduard Ahrens och finländaren A.I. Arwidsson.